# Atzenhain
Atzenhain ist ein Ortsteil der Gemeinde Mücke im mittelhessischen Vogelsbergkreis. Der Ort liegt am Fuße des Vogelsbergs an der Lumda.

## Ortsgeschichte

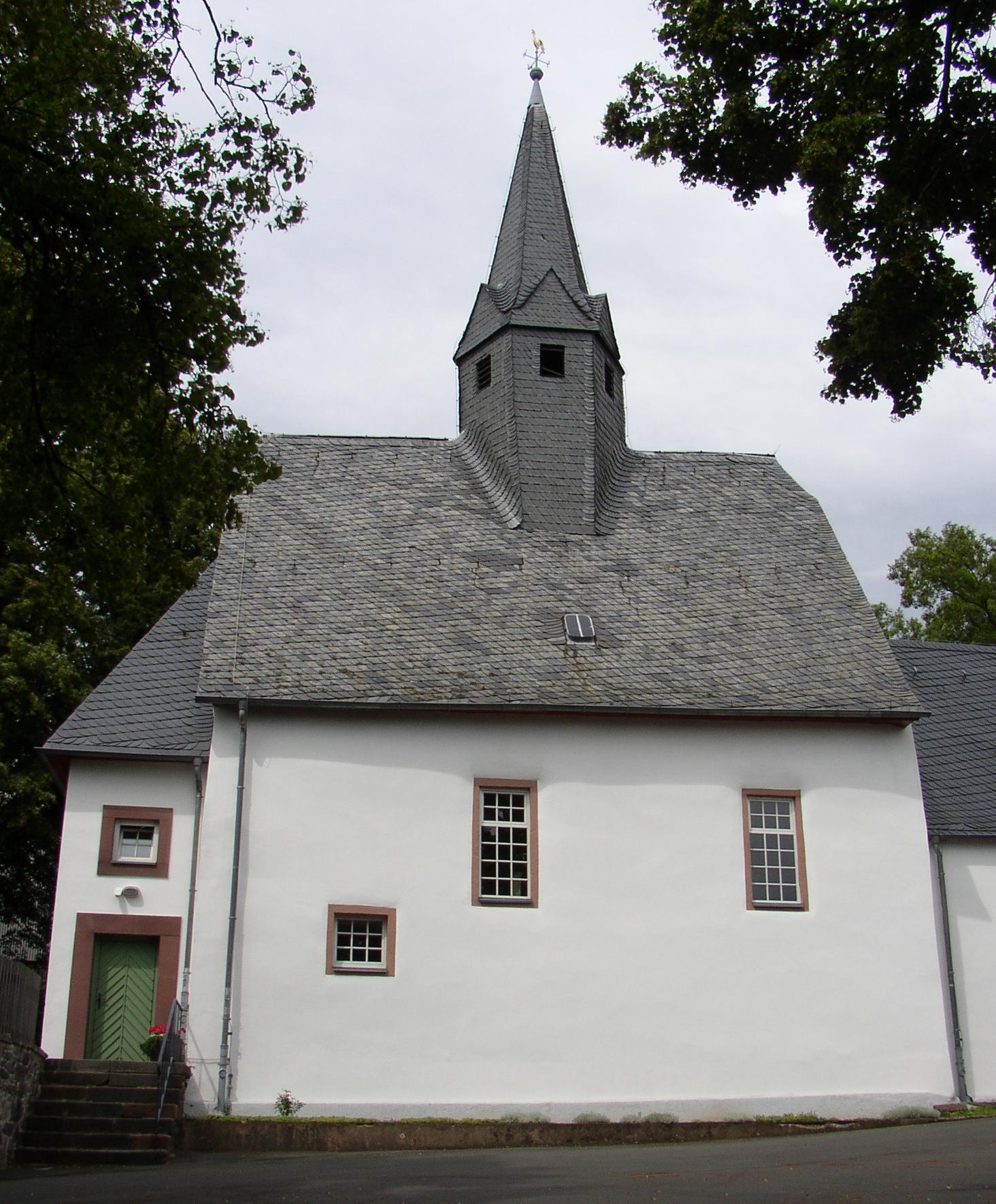
Evangelische Kirche Atzenhain

### Mittelalter
Die älteste schriftliche Erwähnung von Atzenhain stammt aus der Zeit um das Jahr 1300 als „Azenhagen“. Im 15. Jahrhundert hieß es „Atzenhene“. Die Ortsnamenforschung führt den Namen Atzenhain auf den Rufnamen „Atzo, Azzo“ zurück.

### Neuzeit
Die erste Schule wurde schon um 1600 erbaut.
Die Statistisch-topographisch-historische Beschreibung des Großherzogthums Hessen berichtet 1830 über Atzenhain:

„Atzenhain (L. Bez. Grünberg) evangel. Filialdorf; liegt unfern der Lumda, 1 St. von Grünberg, hat 81 Häuser und 445 Einw, die außer 1 Kath. evangelisch sind. Der Ort hat 1 Kirche und 3 Gemeinde Backhäuser. – Atzenhain gehörte zum Gericht Niederohmen, welches 1370 Landgraf Heinrich II. von dem Stift St. Stephan zu Mainz zu Lehen trug.“

In Atzenhain galt der Stadt- und Amtsbrauch von Grünberg als Partikularrecht. Das Gemeine Recht galt nur, soweit der Amtsbrauch keine Bestimmungen enthielt. Dieses Sonderrecht behielt seine Geltung auch während der Zugehörigkeit zum Großherzogtum Hessen im 19. Jahrhundert, bis es zum 1. Januar 1900 von dem einheitlich im ganzen Deutschen Reich geltenden Bürgerlichen Gesetzbuch abgelöst wurde.
Hessische Gebietsreform (1970–1977)
Zum 31. Dezember 1971 wurde die bis dahin selbständige Gemeinde Atzenhain im Zuge der Gebietsreform in Hessen auf freiwilliger Basis als Ortsteil in die Gemeinde Mücke eingegliedert. Für Atzenhain wurde ein Ortsbezirk gebildet.

### Verwaltungsgeschichte im Überblick
Die folgende Liste zeigt die Staaten und Verwaltungseinheiten, denen Atzenhain angehört(e):
- vor 1567: Heiliges Römisches Reich, Landgrafschaft Hessen, Gericht Nieder-Ohmen
- ab 1567: Heiliges Römisches Reich, Landgrafschaft Hessen-Marburg, Amt Grünberg
- 1604–1648: Heiliges Römisches Reich, strittig zwischen Landgrafschaft Hessen-Darmstadt und Landgrafschaft Hessen-Kassel (Hessenkrieg)
- ab 1604: Heiliges Römisches Reich, Landgrafschaft Hessen-Darmstadt, Oberfürstentum Hessen, Amt Grünberg,[14]
- ab 1806: Großherzogtum Hessen,[Anm. 2] Fürstentum Oberhessen, Amt Grünberg[15][16]
- ab 1815: Großherzogtum Hessen[Anm. 3], Provinz Oberhessen, Amt Grünberg[17]
- ab 1821: Großherzogtum Hessen, Provinz Oberhessen, Landratsbezirk Grünberg[Anm. 4]
- ab 1832: Großherzogtum Hessen, Provinz Oberhessen, Kreis Grünberg
- ab 1848: Großherzogtum Hessen, Regierungsbezirk Gießen
- ab 1852: Großherzogtum Hessen, Provinz Oberhessen, Kreis Grünberg
- ab 1867: Norddeutscher Bund[Anm. 5], Großherzogtum Hessen, Provinz Oberhessen, Kreis Grünberg
- ab 1871: Deutsches Reich, Großherzogtum Hessen, Provinz Oberhessen, Kreis Grünberg
- ab 1874: Deutsches Reich, Großherzogtum Hessen, Provinz Oberhessen, Kreis Alsfeld
- ab 1918: Deutsches Reich (Weimarer Republik), Volksstaat Hessen, Provinz Oberhessen, Kreis Alsfeld
- ab 1938: Deutsches Reich, Landkreis Alsfeld[18][Anm. 6]
- ab 1945: Amerikanische Besatzungszone,[Anm. 7] Groß-Hessen, Regierungsbezirk Darmstadt, Landkreis Alsfeld
- ab 1946: Amerikanische Besatzungszone, Hessen, Regierungsbezirk Darmstadt, Landkreis Alsfeld
- ab 1949: Bundesrepublik Deutschland, Hessen, Regierungsbezirk Darmstadt, Landkreis Alsfeld
- ab 1972: Bundesrepublik Deutschland, Hessen, Regierungsbezirk Darmstadt, Vogelsbergkreis, Gemeinde Mücke[Anm. 8]
- ab 1981: Bundesrepublik Deutschland, Hessen, Regierungsbezirk Gießen, Vogelsbergkreis, Gemeinde Mücke

### Gerichte seit 1803
In der Landgrafschaft Hessen-Darmstadt wurde mit Ausführungsverordnung vom 9. Dezember 1803 das Gerichtswesen neu organisiert. Für die Provinz Oberhessen wurde das Hofgericht Gießen als Gericht der zweiten Instanz eingerichtet. Die Rechtsprechung der ersten Instanz wurde durch die Ämter bzw. Standesherren vorgenommen und somit war für Atzenhain das „Amt Grünberg“ zuständig. Nach der Gründung des Großherzogtums Hessen 1806 wurden die Aufgaben der ersten Instanz 1821 im Rahmen der Trennung von Rechtsprechung und Verwaltung auf die neu geschaffenen Landgerichte übertragen. „Landgericht Grünberg“ war daher von 1821 bis 1879 die Bezeichnung für das erstinstanzliche Gericht das für Atzenhain zuständig war.
Anlässlich der Einführung des Gerichtsverfassungsgesetzes mit Wirkung vom 1. Oktober 1879, infolge derer die bisherigen großherzoglichen Landgerichte durch Amtsgerichte an gleicher Stelle ersetzt wurden, während die neu geschaffenen Landgerichte nun als Obergerichte fungierten, kam es zur Umbenennung in „Amtsgericht Grünberg“ und Zuteilung zum Bezirk des Landgerichts Gießen. Am 1. Juli 1968 erfolgte die Auflösung des Amtsgerichts Grünberg, Atzenhain wurde dem Amtsgericht Alsfeld zugelegt.

## Bevölkerung

### Einwohnerstruktur 2011
Nach den Erhebungen des Zensus 2011 lebten am Stichtag dem 9. Mai 2011 in Atzenhain 894 Einwohner. Darunter waren 18 (2,0 %) Ausländer. Nach dem Lebensalter waren 135 Einwohner unter 18 Jahren, 396 zwischen 18 und 49, 228 zwischen 50 und 64 und 135 Einwohner waren älter. Die Einwohner lebten in 396 Haushalten. Davon waren 117 Singlehaushalte, 117 Paare ohne Kinder und 126 Paare mit Kindern, sowie 33 Alleinerziehende und 6 Wohngemeinschaften. In 51 Haushalten lebten ausschließlich Senioren und in 291 Haushaltungen lebten keine Senioren.

### Einwohnerentwicklung
- 1791: 354 Einwohner[22]
- 1800: 367 Einwohner[23]
- 1806: 374 Einwohner, 76 Häuser[16]
- 1829: 445 Einwohner, 81 Häuser[7]
- 1867: 485 Einwohner, 93 bewohnte Gebäude[24]
- 1875: 450 Einwohner, 103 bewohnte Gebäude[25]

| Atzenhain: Einwohnerzahlen von 1791 bis 2022 | Atzenhain: Einwohnerzahlen von 1791 bis 2022 | Atzenhain: Einwohnerzahlen von 1791 bis 2022 | Atzenhain: Einwohnerzahlen von 1791 bis 2022 | Atzenhain: Einwohnerzahlen von 1791 bis 2022 |
| --- | -------------------------------------------- | -------------------------------------------- | -------------------------------------------- | -------------------------------------------- |
| Jahr |                                              |                                              |                                              | Einwohner                                    |
| 1791 | 1791                                         |                                              | 354                                          | 354                                          |
| 1800 | 1800                                         |                                              | 367                                          | 367                                          |
| 1806 | 1806                                         |                                              | 374                                          | 374                                          |
| 1829 | 1829                                         |                                              | 445                                          | 445                                          |
| 1834 | 1834                                         |                                              | 451                                          | 451                                          |
| 1840 | 1840                                         |                                              | 459                                          | 459                                          |
| 1846 | 1846                                         |                                              | 518                                          | 518                                          |
| 1852 | 1852                                         |                                              | 524                                          | 524                                          |
| 1858 | 1858                                         |                                              | 513                                          | 513                                          |
| 1864 | 1864                                         |                                              | 501                                          | 501                                          |
| 1871 | 1871                                         |                                              | 561                                          | 561                                          |
| 1875 | 1875                                         |                                              | 540                                          | 540                                          |
| 1885 | 1885                                         |                                              | 503                                          | 503                                          |
| 1895 | 1895                                         |                                              | 503                                          | 503                                          |
| 1905 | 1905                                         |                                              | 472                                          | 472                                          |
| 1910 | 1910                                         |                                              | 506                                          | 506                                          |
| 1925 | 1925                                         |                                              | 531                                          | 531                                          |
| 1939 | 1939                                         |                                              | 526                                          | 526                                          |
| 1946 | 1946                                         |                                              | 730                                          | 730                                          |
| 1950 | 1950                                         |                                              | 727                                          | 727                                          |
| 1956 | 1956                                         |                                              | 644                                          | 644                                          |
| 1961 | 1961                                         |                                              | 630                                          | 630                                          |
| 1967 | 1967                                         |                                              | 629                                          | 629                                          |
| 1970 | 1970                                         |                                              | 621                                          | 621                                          |
| 1980 | 1980                                         |                                              | ?                                            | ?                                            |
| 1990 | 1990                                         |                                              | ?                                            | ?                                            |
| 2000 | 2000                                         |                                              | ?                                            | ?                                            |
| 2011 | 2011                                         |                                              | 894                                          | 894                                          |
| 2015 | 2015                                         |                                              | 890                                          | 890                                          |
| 2022 | 2022                                         |                                              | 963                                          | 963                                          |
| Datenquelle: Historisches Gemeindeverzeichnis für Hessen: Die Bevölkerung der Gemeinden 1834 bis 1967. Wiesbaden: Hessisches Statistisches Landesamt, 1968. Weitere Quellen: LAGIS; Gemeinde Mücke; Zensus 2011 |                                              |                                              |                                              |                                              |

### Konfessionsstatistik
- 1829: 442 evangelische, ein katholischer Einwohner[7]
- 1961: 536 evangelische (= 85,08 %), 79 katholischer (= 12,54 %) Einwohner[1]

## Politik
Ortsbeirat
Für Atzenhain besteht ein Ortsbezirk (Gebiete der ehemaligen Gemeinde Atzenhain) mit Ortsbeirat und Ortsvorsteher nach der Hessischen Gemeindeordnung.
Der Ortsbeirat besteht aus sieben Mitgliedern. Bei den Kommunalwahlen in Hessen 2021 betrug die Wahlbeteiligung zum Ortsbeirat 56,31 %. Alle Mitglieder gehören der „Bürgerliste Atzenhain“ an. Der Ortsbeirat wählte Thomas Röhrich zum Ortsvorsteher.

## Infrastruktur
- Nördlich führt die Bundesautobahn 5 vorbei. Dort liegt auch die Autobahnabfahrt Homberg-Ohm. Östlich an Atzenhain vorbei verläuft die Landesstraße 3072.
- Im Ort gibt es ein Dorfgemeinschaftshaus und einen Kindergarten.